# Lintan

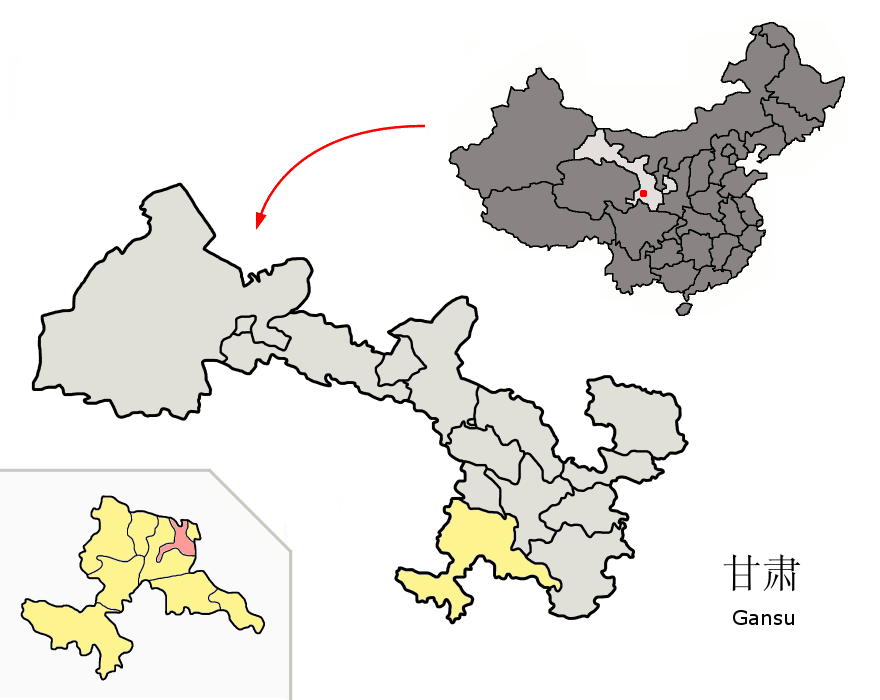
Lage des Kreises Lintan (rosa) in der bezirksfreien Stadt Gannan (gelb)

Lintan (临潭县 Líntán Xiàn) ist ein Kreis des Autonomen Bezirks Gannan der Tibeter im Südosten der chinesischen Provinz Gansu. Er hat eine Fläche von 1.441 km² und zählt 141.800 Einwohner (Stand: Ende 2018). Sein Hauptort ist die Großgemeinde Chengguan (城关镇).

## Administrative Gliederung
Auf Gemeindeebene setzt sich der Kreis aus einer Großgemeinde und achtzehn Gemeinden zusammen. Diese sind (Pinyin/chin.):
- Großgemeinde Chengguan 城关镇

- Gemeinde Shubu 术布乡
- Gemeinde Guzhan 古战乡
- Gemeinde Zhuoluo 卓洛乡
- Gemeinde Chanchuan 长川乡
- Gemeinde Yangyong 羊永乡
- Gemeinde Liushun 流顺乡
- Gemeinde Xincheng 新城乡
- Gemeinde Biandu 扁都乡
- Gemeinde Dianzi 店子乡
- Gemeinde Xinbao 新堡乡
- Gemeinde Zongsai 总寨乡
- Gemeinde Sancha 三岔乡
- Gemeinde Longyuan 龙元乡
- Gemeinde Chenqi 陈旗乡
- Gemeinde Shimen 石门乡
- Gemeinde Yansha 羊沙乡
- Gemeinde Yeliguan 冶力关乡
- Gemeinde Bajiao 八角乡

## Ethnische Gliederung der Bevölkerung (2000)
Beim Zensus im Jahr 2000 hatte Lintan 141.030 Einwohner.
| Name des Volkes | Einwohner | Anteil  |
| --------------- | --------- | ------- |
| Han             | 99.887    | 70,83 % |
| Hui             | 22.245    | 15,77 % |
| Tibeter         | 18.674    | 13,24 % |
| Tu              | 84        | 0,06 %  |
| Mongolen        | 52        | 0,04 %  |
| Dongxiang       | 38        | 0,03 %  |
| Manju           | 17        | 0,01 %  |
| Uiguren         | 8         | 0,01 %  |
| Sonstige        | 25        | 0,02 %  |